# اردیبهشت ۱۳۸۹
اردیبهشت‌ماه ۱۳۸۹ دومین ماه از این سال است.

آغاز آن چهارشنبه: ‎۱ اردیبهشت ۱۳۸۹ (۲۱ آوریل ۲۰۱۰) میلادی
مطابق با 7 جمادی‌الاول ۱۴۳۱ قمری قراردادی می‌باشد.

## ۱ اردیبهشت ۱۳۸۹
- کاظم صدیقی بدحجابی را عامل زلزله دانست

حجت الاسلام کاظم صدیقی امام جمعه موقت تهران، زنانی را که طبق موازین اسلامی لباس نمی‌پوشند را باعث ترویج زنا و افزایش احتمال زلزله دانست. دویچه وله، رادیو زمانه، واشنگتن پست، گاردین، بی بی سی، سی ان ان
- چهارمین نامه محمد نوری زاد به آیت الله خامنه‌ای از داخل زندان

محمد نوری‌زاد، روزنامه نگار و سینماگر ایرانی که به دلیل نوشتن نامه‌های انتقادآمیز به آیت الله علی خامنه‌ای، رهبر ایران، بازداشت شده و به چند سال زندان محکوم شده‌است، در چهارمین نامه خود به آیت الله علی خامنه‌ای، باز هم انتقاداتی از عملکرد او مطرح کرده‌است. آقای نوری زاد در نامه چهارم خود خطاب به آیت الله خامنه‌ای که در وب سایت کلمه منتشر شده‌، ابتدا تاکید کرده اگر قرار باشد تغییری در اوضاع کشور رخ دهد، این تغییر از ناحیه شما بسیار شدنی تر و پایدارتر خواهد بود. بی‌بی‌سی فارسی،متن نامه‌های پیشین آقای نوری زاد
- حذف نام فروغ فرخزاد از کتاب شاعران ایران و جهان در ایران

- عطاءالله جنگوک، نوازندهٔ ایرانی تار و سه‌تار و پژوهشگر و مدرس موسیقی به علت سکته و خونریزی مغزی در بیمارستان شهدا در تهران درگذشت.

### آدینه۱۰ اردیبهشت ۱۳۸۹
- علی‌محمد حق‌شناس، زبان‌شناس و فرهنگ‌نویس ایرانی درگذشت.

### یک‌شنبه۱۲ اردیبهشت ۱۳۸۹
- سفر محمود احمدی‌نژاد به نیویورک که ششمین سفر وی به نیویورک در طول دوران ریاست جمهوری‌اش بوده است. هدف از این سفر حضور در کنفرانس بازنگری در ان پی تی در سازمان ملل متحد بوده است.

### چهارشنبه۱۵ اردیبهشت ۱۳۸۹
- بیست و سومین نمایشگاه بین‌المللی کتاب تهران طی روزهای ۱۵ تا ۲۵ اردیبهشت ۱۳۸۹ در مکان مصلی تهران برگزار شد.

### یک‌شنبه۱۹ اردیبهشت ۱۳۸۹
- فرزاد کمانگر فعال حقوق بشر، فعال محیط زیست، روزنامه‌نگار و فعال صنفی، و معلم کرد ایرانی بود که به اتهام عضویت و همکاری با پژاک به اعدام محکوم و در زندان اوین به دار آویخته شد.
- شیرین علم‌هولی آتشگاه پس از گذراندن یک سال و ۹ ماه حبس در زندان اوین تهران به اتهام ارتباط با گروه پژاک دادگاهی شده و به اعدام محکوم و بدون اطلاع خانواده و وکلایش در زندان اوین اعدام شد.
- فرهاد وکیلی در زندان اوین اعدام شد.

### نامشخص
- محمد بهمن‌بیگی نویسنده ایرانی و بنیان‌گذار آموزش عشایری در ایران است.